# Grand Prix Číny 2009
Grand Prix Číny 2009 (VI Sinopec Chinese Grand Prix), 3. závod 60. ročníku mistrovství světa jezdců Formule 1 a 51. ročníku poháru konstruktérů, historicky již 806. grand prix, se již tradičně odehrála na okruhu v Šanghaji.

## Výsledky
- 2. vítězství  « Sebastiana Vettela »
- 1. vítězství pro  Red Bull
- 105. vítězství pro  « Německo »
- 16. vítězství pro vůz se startovním číslem « 15 »
- 319. vítězství z  « Pole positions »
- 1. double (dvouvítězství) pro  Red Bull »

| Legenda k tabulce | Legenda k tabulce                                                                       |
| Barva             | Výsledek                                                                                |
| ----------------- | --------------------------------------------------------------------------------------- |
| Zlatá             | Vítěz                                                                                   |
| Stříbrná          | 2. místo                                                                                |
| Bronzová          | 3. místo                                                                                |
| Zelená            | Bodované umístění                                                                       |
| Modrá             | Nebodované umístění                                                                     |
| Modrá             | Dokončil neklasifikován (NC)                                                            |
| Fialová           | Odstoupil (Ret)                                                                         |
| Červená           | Nekvalifikoval se (DNQ)                                                                 |
| Červená           | Nepředkvalifikoval se (DNPQ)                                                            |
| Černá             | Diskvalifikován (DSQ)                                                                   |
| Bílá              | Nestartoval (DNS)                                                                       |
| Bílá              | Závod zrušen (C)                                                                        |
| Světle modrá      | Pouze trénoval (PO)                                                                     |
| Světle modrá      | Páteční testovací jezdec (TD)                                                           |
| Bez barvy         | Netrénoval (DNP)                                                                        |
| Bez barvy         | Vyřazen (EX)                                                                            |
| Bez barvy         | Nepřijel (DNA)                                                                          |
| Bez barvy         | Odvolal účast (WD)                                                                      |
| Bez barvy         | Nezúčastnil se (prázdné)                                                                |
| Označení          | Význam                                                                                  |
| Tučnost           | Pole position                                                                           |
| Kurzíva           | Nejrychlejší kolo                                                                       |
| †                 | Jezdec nedojel do cíle, ale byl klasifikován, protože odjel více než 90 % délky závodu. |
| ‡                 | Byl udělován poloviční počet bodů, protože bylo odjeto méně než 75 % délky závodu.      |
| Horní index       | Umístění bodujících jezdců ve sprintu                                                   |

| Pozice | č.  | Jezdec               | Vůz               | Kolo | Čas               | +/- | Pole | Body | Nej. kolo      | Váha/kg | 1. Pitstop   | 2. Pitstop   | 3. Pitstop   |
| ------ | --- | -------------------- | ----------------- | ---- | ----------------- | --- | ---- | ---- | -------------- | ------- | ------------ | ------------ | ------------ |
| 1      | 15. | Sebastian Vettel     | Red Bull RB5      | 56   | 1:57:43.485       | 0   | 1    | 10   | 1:52.627       | 644     | 15. / 27.906 | 37. / 27.953 |              |
| 2      | 14  | Mark Webber          | Red Bull RB5      | 56   | á 0:10.970        | 1   | 3    | 8    | 1:52.980 (4.)  | 646,5   | 14. / 28.688 | 39. / 26.060 |              |
| 3      | 22. | Jenson Button        | Brawn BGP 001     | 56   | á 0:44.975        | 2   | 5    | 6    | 1:53.546 (6.)  | 659     | 19. / 28.345 | 42. / 26.177 |              |
| 4      | 23. | Rubens Barrichello   | Brawn BGP 001     | 56   | á 1:03.704        | 0   | 4    | 5    | 1:52.592       | 661     | 19. / 29.162 | 43. / 25.105 |              |
| 5      | 2.  | Heikki Kovalainen    | McLaren MP4-24    | 56   | á 1:05.102        | 7   | 12   | 4    | 1:54.516 (10.) | 697     | 34. / 25.139 |              |              |
| 6      | 1.  | Lewis Hamilton       | McLaren MP4-24    | 56   | á 1:11.866        | 3   | 9    | 3    | 1:54.665 (12.) | 679     | 33. / 26.650 |              |              |
| 7      | 10. | Timo Glock           | Toyota TF109      | 56   | á 1:14.476        | 13  | 19   | 2    | 1:52.703       | 652     | 24. / 29.534 |              |              |
| 8      | 12. | Sebastien Buemi      | Toro Rosso STR4   | 56   | á 1:16.439        | 2   | 10   | 1    | 1:54.590 (11.) | 673     | 19. / 29.707 | 45. / 25.109 |              |
| 9      | 7.  | Fernando Alonso      | Renault R29       | 56   | á 1:24.309        | 7   | 2    | x    | 1:54.481 (9.)  | 637     | 7. / 35.638  | 35. / 26.291 |              |
| 10     | 4.  | Kimi Räikkönen       | Ferrari F60       | 56   | á 1:31.750        | 2   | 8    | x    | 1:55.396 (15.) | 673,5   | 27. / 30.038 |              |              |
| 11     | 11. | Sebastien Bourdais   | Toro Rosso STR4   | 56   | á 1:34.156        | 4   | 15   | x    | 1:53.474 (5.)  | 690     | 30. / 29.588 |              |              |
| 12     | 6.  | Nick Heidfeld        | BMW Sauber F1.09  | 56   | á 1:35.834        | 1   | 11   | x    | 1:54.158 (7.)  | 679     | 18. / 28.815 |              |              |
| 13     | 5   | Robert Kubica        | BMW Sauber F1.09  | 56   | á 1:46.853        | 4   | 17   | x    | 1:55.350 (14.) | 659     | 17. / 37.122 | 35. / 31.839 |              |
| 14     | 21. | Giancarlo Fisichella | Force India VJM02 | 55   | á 1 kolo          | 6   | 20   | x    | 1:56.239 (18.) | 679,5   | 33. / 28.214 |              |              |
| 15     | 16. | Nico Rosberg         | Williams FW31     | 55   | á 1 kolo          | 8   | 7    | x    | 1:54.243 (8.)  | 650,5   | 5. / 28.515  | 40. / 26.434 | 48. / 25.038 |
| 16     | 8.  | Nelson Piquet jr.    | Renault R29       | 54   | á 2 kola          | 0   | 16   | x    | 1:55.535 (16.) | 697,5   | 21. / 27.889 | 28. / 37.897 | 45. / 52.114 |
| 17     | 20. | Adrian Sutil         | Force India VJM02 | 50   | á 6 kolo / Nehoda | 1   | 18   | x    | 1:54.777 (13.) | 648     | 4. / 29.271  | 19. / 30.660 |              |
| Pozice | č.  | Odstoupili           | Vůz               | Kolo | Důvod             | +/- | Pole | Body | Nej. kolo      | Váha/kg | 1. Pitstop   | 2. Pitstop   | 3. Pitstop   |
| Ret    | 17. | Kazuki Nakadžima     | Williams FW31     | 43   | Převodovka        | 18  | 14   | x    | 1:56.167 (17.) | 682,7   | 32. / 27.493 | 40. / 28.736 |              |
| Ret    | 3.  | Felipe Massa         | Ferrari F60       | 20   | Elektronika       | 3   | 13   | x    | 1:56.484 (19.) | 690     |              |              |              |
| Ret    | 9.  | Jarno Trulli         | Toyota TF109      | 18   | Nehoda            | 19  | 6    | x    | 2:00.330 (20.) | 664,5   |              |              |              |

## Postavení na startu
| *                                                       | *                                                          | Kvalifikace III.                                        | Kvalifikace II.                                         | Kvalifikace I.                                               |
| ------------------------------------------------------- | ---------------------------------------------------------- | ------------------------------------------------------- | ------------------------------------------------------- | ------------------------------------------------------------ |
| _______1_______ Sebastian Vettel Red Bull 1'36.184      |                                                            | Sebastian Vettel Red Bull 1'36.184 25,2 / 28,3 / 42,5   | Sebastian Vettel Red Bull 1'35.130 24,8 / 28,1 / 42,0   | Jenson Button Brawn GP 1'35.533 25,0 / 28,1 / 42,2           |
|                                                         | _______2_______ Fernando Alonso Renault 1'36.381           | Fernando Alonso Renault 1'36.381 25,2 / 28,5 / 42,5     | Mark Webber Red Bull 1'35.173 24,9 / 28,1 / 42,0        | Rubens Barrichello Brawn GP 1'35.701 25,2 / 28,1 / 42,3      |
| _______3_______ Mark Webber Red Bull 1'36.466           |                                                            | Mark Webber Red Bull 1'36.466 25,2 / 28,4 / 42,7        | Rubens Barrichello Brawn GP 1'35.503 25,0 / 28,1 / 42,0 | Mark Webber Red Bull 1'35.751 25,1 / 28,1 / 42,4             |
|                                                         | _______4_______ Rubens Barrichello Brawn GP 1'36.493       | Rubens Barrichello Brawn GP 1'36.493 25,2 / 28,5 / 42,6 | Jenson Button Brawn GP 1'35.556 25,0 / 28,3 / 41,9      | Lewis Hamilton McLaren 1'35.776 25,0 / 28,4 / 42,2           |
| _______5_______ Jenson Button Brawn GP 1'36.532         |                                                            | Jenson Button Brawn GP 1'36.532 25,3 / 28,6 / 42,5      | Jarno Trulli Toyota 1'35.645 24,9 / 28,2 / 42,2         | Nico Rosberg Williams 1'35.941 25,1 / 28,3 / 42,4            |
|                                                         | _______6_______ Jarno Trulli Toyota 1'36.835               | Jarno Trulli Toyota 1'36.835 25,4 / 28,6 / 42,7         | Lewis Hamilton McLaren 1'35.740 24,9 / 28,3 / 42,1      | Kimi Räikkönen Ferrari 1'36.137 25,1 / 28,5 / 42,5           |
| _______7_______ Nico Rosberg Williams 1'37.397          |                                                            | Nico Rosberg Williams 1'37.397 25,5 / 28,7 / 43,0       | Fernando Alonso Renault 1'35.803 24,9 / 28,4 / 42,1     | Felipe Massa Ferrari 1'36.178 25,3 / 28,3 / 42,5             |
|                                                         | _______8_______ Kimi Räikkönen Ferrari 1'38.089            | Kimi Räikkönen Ferrari 1'38.089 25,7 / 29,1 / 43,1      | Nico Rosberg Williams 1'35.809 25,1 / 28,2 / 42,2       | Sébastien Buemi Toro Rosso 1'36.284 25,3 / 28,4 / 42,5       |
| _______9_______ Lewis Hamilton McLaren 1'38.595         |                                                            | Lewis Hamilton McLaren 1'38.595 25,9 / 29,4 / 43,1      | Kimi Räikkönen Ferrari 1'35.856 25,0 / 28,3 / 42,2      | Jarno Trulli Toyota 1'36.308 25,2 / 28,3 / 42,5              |
|                                                         | _______10_______ Sébastien Buemi Toro Rosso 1'39.321       | Sébastien Buemi Toro Rosso 1'39.321 26,0 / 29,6 / 43,4  | Sébastien Buemi Toro Rosso 1'35.965 25,2 / 28,4 / 42,3  | Timo Glock Toyota 1'36.364 25,1 / 28,4 / 42,7                |
| _______11_______ Nick Heidfeld BMW 1'35.975             |                                                            |                                                         | Nick Heidfeld BMW 1'35.975 25,0 / 28,3 / 42,4           | Fernando Alonso Renault 1'36.443 25,2 / 28,6 / 42,4          |
|                                                         | _______12_______ Heikki Kovalainen McLaren 1'36.032        |                                                         | Heikki Kovalainen McLaren 1'36.032 25,0 / 28,5 / 42,3   | Nick Heidfeld BMW 1'36.525 25,2 / 28,5 / 42,7                |
| _______13_______ Felipe Massa Ferrari 1'36.033          |                                                            |                                                         | Felipe Massa Ferrari 1'36.033 25,2 / 28,1 / 42,6        | Sebastian Vettel Red Bull 1'36.565 25,2 / 28,3 / 42,6        |
|                                                         | _______14_______ Kazuki Nakadžima Williams 1'36.193        |                                                         | Timo Glock Toyota 1'36.066 25,0 / 28,3 / 42,6           | Heikki Kovalainen McLaren 1'36.646 25,1 / 28,6 / 42,5        |
| _______15_______ Sébastien Bourdais Toro Rosso 1'36.906 |                                                            |                                                         | Kazuki Nakadžima Williams 1'36.193 25,2 / 28,3 / 42,5   | Kazuki Nakadžima Williams 1'36.673 25,4 / 28,3 / 42,9        |
|                                                         | _______16_______ Nelson Piquet Jr. Renault 1'36.908        |                                                         |                                                         | Sébastien Bourdais Toro Rosso 1'36.906 25,2 / 28,7 / 42,7    |
| _______17_______ Robert Kubica BMW 1'36.966             |                                                            |                                                         |                                                         | Nelson Piquet Jr. Renault 1'36.908 25,5 / 28,6 / 42,5        |
|                                                         | _______18_______ Adrian Sutil Force India 1'37.669         |                                                         |                                                         | Robert Kubica BMW 1'36.966 25,4 / 28,4 / 42,6                |
| _______19_______ Timo Glock 1 Toyota 1'36.066           |                                                            |                                                         |                                                         | Adrian Sutil Force India 1'37.669 25,4 / 28,9 / 43,0         |
|                                                         | _______20_______ Giancarlo Fisichella Force India 1'37.672 |                                                         |                                                         | Giancarlo Fisichella Force India 1'37.672 25,5 / 29,0 / 43,0 |

- 1 - Timo Glock penalizován posunutím o pět míst, za výměnu převodovky (14.⇒ 19.)

## Tréninky
| *  | I. Trénink                                | *  | II. Trénink                               | *  | III. Trénink                              |
| -- | ----------------------------------------- | -- | ----------------------------------------- | -- | ----------------------------------------- |
| 1  | Lewis Hamilton McLaren 1:37.334           | 1  | Jenson Button Brawn GP 1:35.679           | 1  | Nico Rosberg Williams 1:36.133            |
| 2  | Jenson Button Brawn GP 1:37.450           | 2  | Nico Rosberg Williams 1:35.704            | 2  | Jarno Trulli Toyota 1:36.272              |
| 3  | Rubens Barrichello Brawn GP 1:37.566      | 3  | Rubens Barrichello Brawn GP 1:35.881      | 3  | Lewis Hamilton McLaren 1:36.330           |
| 4  | Heikki Kovalainen McLaren 1:37.672        | 4  | Mark Webber Red Bull 1:36.105             | 4  | Jenson Button Brawn GP 1:36.463           |
| 5  | Mark Webber Red Bull 1:37.752             | 5  | Sebastian Vettel Red Bull 1:36.167        | 5  | Nelson Piquet Jr. Renault 1:36.464        |
| 6  | Jarno Trulli Toyota 1:37.764              | 6  | Jarno Trulli Toyota 1:36.217              | 6  | Felipe Massa Ferrari 1:36.528             |
| 7  | Nico Rosberg Williams 1:37.860            | 7  | Kazuki Nakadžima Williams 1:36.377        | 7  | Heikki Kovalainen McLaren 1:36.547        |
| 8  | Timo Glock Toyota 1:37.894                | 8  | Timo Glock Toyota 1:36.548                | 8  | Kazuki Nakadžima Williams 1:36.560        |
| 9  | Fernando Alonso Renault 1:38.089          | 9  | Heikki Kovalainen McLaren 1:36.674        | 9  | Kimi Räikkönen Ferrari 1:36.568           |
| 10 | Sébastien Bourdais Toro Rosso 1:38.195    | 10 | Sébastien Bourdais Toro Rosso 1:36.800    | 10 | Rubens Barrichello Brawn GP 1:36.642      |
| 11 | Kimi Räikkönen Ferrari 1:38.223           | 11 | Adrian Sutil Force India 1:36.829         | 11 | Nick Heidfeld BMW 1:36.702                |
| 12 | Sebastian Vettel Red Bull 1:38.274        | 12 | Felipe Massa Ferrari 1:36.418             | 12 | Robert Kubica BMW 1:36.742                |
| 13 | Sébastien Buemi Toro Rosso 1:38.847       | 13 | Lewis Hamilton McLaren 1:36.941           | 13 | Sébastien Buemi Toro Rosso 1:36.742       |
| 14 | Adrian Sutil Force India 1:38.319         | 14 | Kimi Räikkönen Ferrari 1:37.054           | 14 | Sébastien Bourdais Toro Rosso 1:36.834    |
| 15 | Felipe Massa Ferrari 1:38.418             | 15 | Sébastien Buemi Toro Rosso 1:37.219       | 15 | Mark Webber Red Bull 1:37.330             |
| 16 | Nick Heidfeld BMW 1:38.456                | 16 | Nelson Piquet Jr. Renault 1:37.273        | 16 | Sebastian Vettel Red Bull 1:37.349        |
| 17 | Giancarlo Fisichella Force India 1:38.460 | 17 | Robert Kubica BMW 1:37.491                | 17 | Adrian Sutil Force India 1:37.534         |
| 18 | Robert Kubica BMW 1:38.463                | 18 | Nick Heidfeld BMW 1:37.544                | 18 | Giancarlo Fisichella Force India 1:37.732 |
| 19 | Kazuki Nakadžima Williams 1:38.730        | 19 | Fernando Alonso Renault 1:37.638          | 19 | Fernando Alonso Renault 1:38.003          |
| 20 | Nelson Piquet Jr. Renault 1:38.825        | 20 | Giancarlo Fisichella Force India 1:37.750 | 20 | Timo Glock Toyota 1:39.110                |

## Zajímavosti
- 1. pole position, vítězství a double pro Red Bull
- 1. pole position, body, pódium a vítězství Sebastiana Vettela v této sezoně
- 1. body Heikkiho Kovalainena v této sezoně
- 1. nejrychlejší kolo Rubense Barrichella v této sezoně
- 1. první řada Fernanda Alonsa a týmu Renault v této sezoně

| Pole position    | Vítězství        | Nej. kolo          | Hat trick | Vedení           | Vedení             | Vedení       | Chelem |
| Německo          | Německo          | Brazílie           |           | Německo          | Spojené království | Austrálie    |        |
| Sebastian Vettel | Sebastian Vettel | Rubens Barrichello |           | Sebastian Vettel | Jenson Button      | Mark Webber  |        |
| Red Bull RB5     | Red Bull RB5     | Brawn BGP 001      |           | Red Bull RB5     | Brawn BGP 001      | Red Bull RB5 |        |
| 1:36,184         | 1:57'43,485      | 1:52,592           |           | 49 kol           | 5 kol              | 2 kola       |        |
| 204.021 km/h     | 155.481 km/h     | 174.289 km/h       |           | 267,099 km       | 27,255 km          | 10,902 km    |        |
| ---------------- | ---------------- | ------------------ | --------- | ---------------- | ------------------ | ------------ | ------ |

## Stav MS
- GP - body získané v této Grand Prix

| *  | Jezdec             | Body | GP | * | Vůz             | Body | GP | * | Stát           | Body | GP |
| -- | ------------------ | ---- | -- | - | --------------- | ---- | -- | - | -------------- | ---- | -- |
| 1  | Jenson Button      | 21   | 6  | 1 | Brawn GP        | 36   | 11 | 1 | Německo        | 27,5 | 12 |
| 2  | Rubens Barrichello | 15   | 5  | 2 | Red Bull Racing | 19,5 | 18 | 2 | Velká Británie | 25   | 9  |
| 3  | Sebastian Vettel   | 10   | 10 | 3 | Toyota          | 18,5 | 2  | 3 | Brazílie       | 15   | 5  |
| 4  | Timo Glock         | 10   | 2  | 4 | McLaren         | 8    | 7  | 4 | Austrálie      | 9,5  | 8  |
| 5  | Mark Webber        | 9,5  | 8  | 5 | BMW Sauber      | 4    |    | 5 | Itálie         | 8,5  |    |
| 6  | Jarno Trulli       | 8,5  |    | 6 | Renault         | 4    |    | 6 | Španělsko      | 4    |    |
| 7  | Fernando Alonso    | 4    |    | 7 | Toro Rosso      | 4    | 1  | 7 | Finsko         | 4    | 4  |
| 8  | Heikki Kovalainen  | 4    | 4  | 8 | Williams        | 3,5  |    | 8 | Švýcarsko      | 3    | 1  |
| 9  | Nick Heidfeld      | 4    |    |   |                 |      |    | 9 | Francie        | 1    |    |
| 10 | Lewis Hamilton     | 4    | 3  |   |                 |      |    |   |                |      |    |
| 11 | Nico Rosberg       | 3,5  |    |   |                 |      |    |   |                |      |    |
| 12 | Sebastien Buemi    | 3    | 1  |   |                 |      |    |   |                |      |    |
| 13 | Sébastien Bourdais | 1    |    |   |                 |      |    |   |                |      |    |